# Bażanówka
Bażanówka is een plaats in het Poolse district  Sanocki, woiwodschap Subkarpaten. De plaats maakt deel uit van de gemeente Zarszyn en telt 760 inwoners.